# Crocomela volitans
Crocomela volitans är en fjärilsart som beskrevs av W. Warren 1904. Crocomela volitans ingår i släktet Crocomela och familjen björnspinnare. Inga underarter finns listade i Catalogue of Life.